# Султанахмет

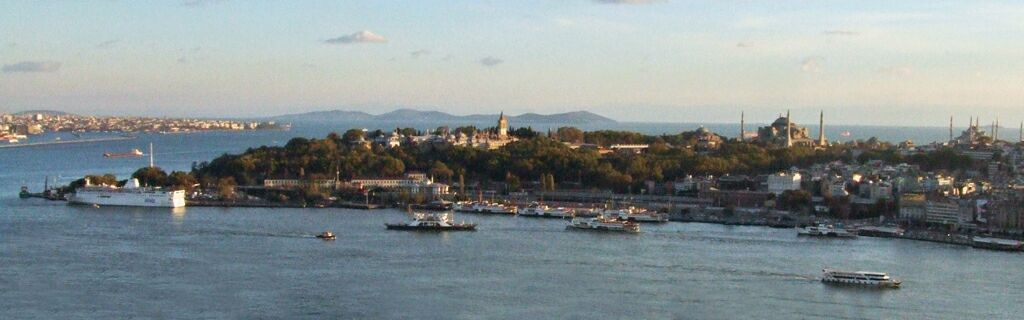
Панорама району Султанахмет

Султанахмет (тур. Sultanahmet) — район в історичному центрі Стамбула, розташований в європейській частині міста на мисі між бухтою Золотий Ріг, Босфорською протокою і Мармуровим морем.
Район є історичним центром міста, найдавнішим акрополем і першим пагорбом Другого Риму. У 1985 році історична частина району була занесена в список всесвітньої спадщини ЮНЕСКО.
У районі розташовані такі видатні пам'ятки світової архітектури як Собор Святої Софії, Блакитна мечеть, Палац Топкапи, Цистерна Базиліка та інші.